# Martin Schetter
Martin Schetter (* 27. Juni 1923 in Grünmettstetten; † 12. Oktober 2003 in Sulzbach an der Murr) war ein deutscher Politiker der CDU.

## Leben
Schetter machte eine Lehre als Flaschner und Installateur. Anschließend wurde er bei der Firma Bosch zum Mechaniker ausgebildet. Schetter war auch  als Gewerkschaftsfunktionär bei der Christlichen Gewerkschaft Metall (CMV) aktiv. 1950 wurde er Mitglied der CDU. 1966 wurde Schetter zum Bundesgeschäftsführer der CMV gewählt. Von 1972 bis 1987 hatte er deren Vorsitz inne.
Am 3. November 1975 rückte er für den ausgeschiedenen Abgeordneten Helmut Prassler nach und war bis zum Ende der Wahlperiode 1976 Mitglied des Deutschen Bundestages. Am 17. Oktober 1978 rückte er für den ausgeschiedenen Abgeordneten Heinz Eyrich erneut in den Bundestag nach und blieb dort bis zum Ende der Wahlperiode 1980.

## Ehrungen
- 1985: Bundesverdienstkreuz 1. Klasse
- 2000: Franz-Wieber-Medaille